# Basaltsteinbruch Klöch

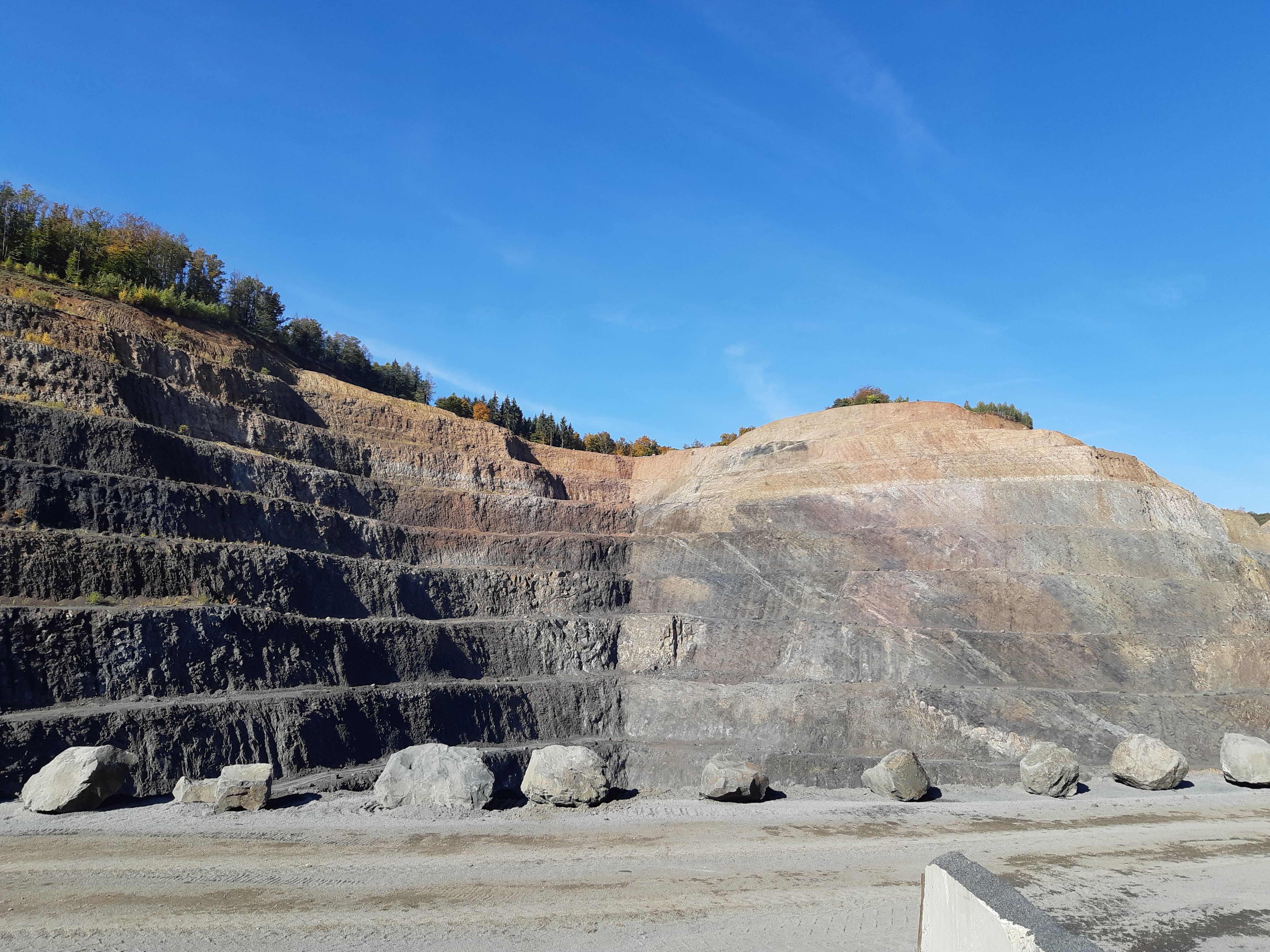
Teil des südlichen Abbruchbereichs

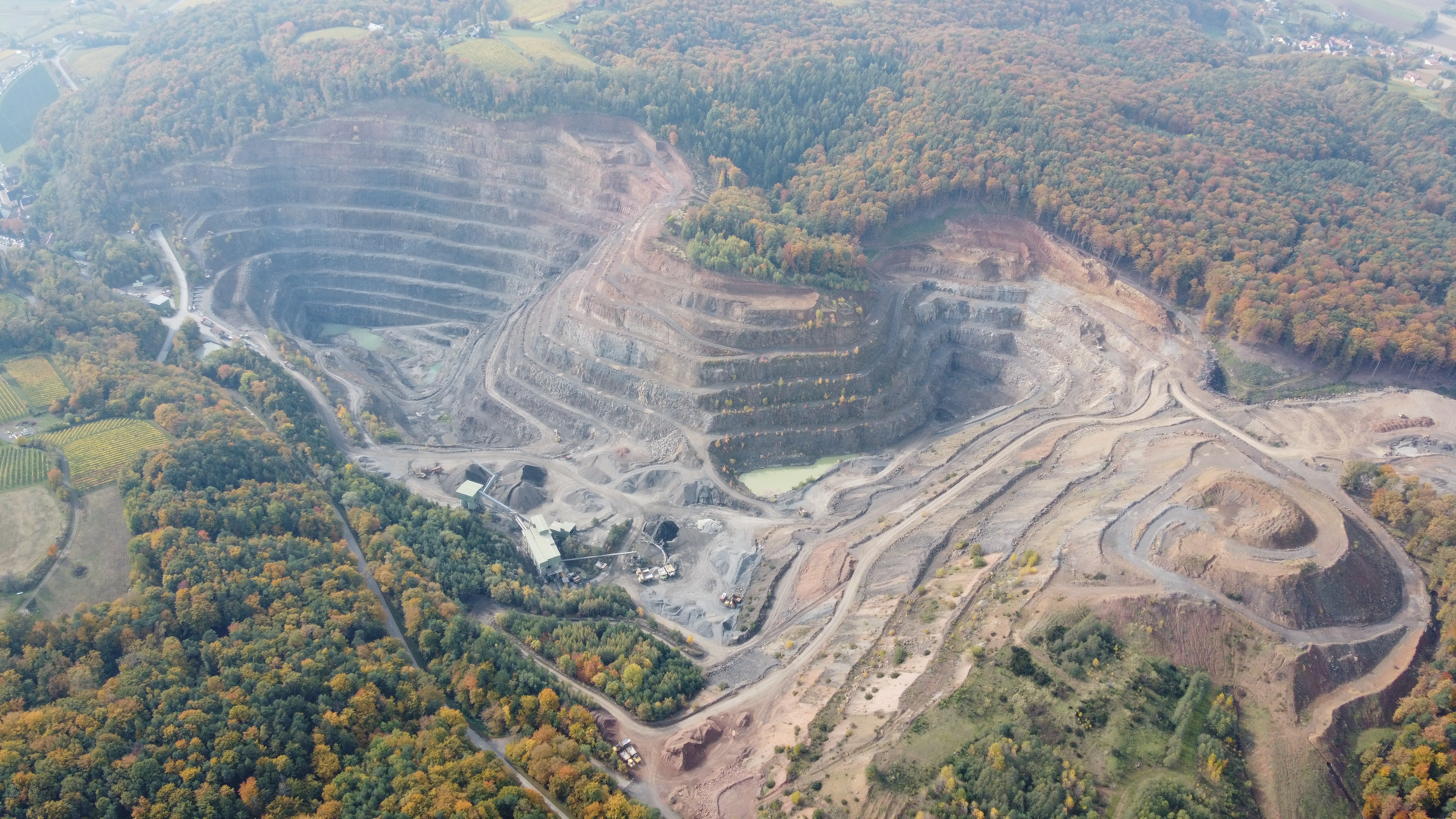
Basaltsteinbruch Klöch, im Hintergrund das Erweiterungsgebiet

Der Basaltsteinbruch Klöch (auch: Klöcher Steinbruch) befindet sich zum Teil in der Marktgemeinde Klöch sowie in der Marktgemeinde Tieschen, wo es in der Katastralgemeinde Jörgen zwei weitere ehemalige Steinbrüche gibt, welche aber nicht mit dem weitaus größeren Basaltsteinbruch Klöch verwechselt werden dürfen. Beide Gemeinden liegen im Bezirk Südoststeiermark in der Steiermark in Österreich.

## Lage und Umgebung
Der Steinbruch befindet sich in unmittelbarer Nähe des Ortszentrums von Klöch. Die größte Länge des Steinbruchgeländes beträgt im Jahr 2022 etwa 1200 Meter (Nord-Süd) und die größte Breite rund 600 Meter (West-Ost). Der Steinbruch besteht aus einem nördlichen und einem südlichen Teil. Der Umfang beträgt rund 3500 Meter, die Abbaufläche (2022) etwa 47 Hektar. Der Abbau findet etwa zwischen 270 m ü. A. und 400 m ü. A. statt. Eine Erweiterung nach Westen in bestehendes Waldgebiet um rund 30 Hektar ist möglich.
An der Ostseite des Steinbruchs führt die L 234 entlang (Klöcherstraße, von Deutsch-Haseldorf nach Oberpurkla/Halbenrain) und der Klausenbach. Südseitig mündet die L 234 in den Tunnel Klöch. Der Königsberg (auch Kindsbergkogel genannt, 459 m ü. A.) ist im Norden etwa 1200 Meter Luftlinie entfernt, die Basaltspalte von Tieschen rund 1000 Meter und der Ort Tieschen im Nordwesten rund 1700 Meter. Die Landeshauptstadt Graz ist im Südwesten und rund 52 km entfernt, Bad Radkersburg gut zehn Kilometer. Etwa 200 Meter nordwestlich des Steinbruchs befindet sich auf einem Basalthügel die Burg Klöch. Die slowenische Grenze ist rund zwei Kilometer entfernt.
Das Abbaugebiet des Steinbruchs liegt im Landschaftsschutzgebiet Nr. 36 (Murauen, Mureck-Radkersburg-Klöch) und im Natura 2000 Gebiet „Teile des südoststeirischen Hügellandes inklusive Höll und Grabenlandbäche“.

## Geologie
Vor etwa 18 Millionen Jahren begann sich das Steirische Becken im Zuge tektonischer Prozesse zu bilden. Mit der fortschreitenden Absenkung drang das Wasser der Paratethys von Südosten her in das Becken ein und es bildete sich eine große Meeresbucht mit aktivem Vulkanismus. Submariner Vulkanismus ließ auf dem Meeresboden glutflüssiges Magma austreten. Das Klöcher Massiv und zahlreiche weitere vulkanogene Gesteinskörper im steirischen Becken entstanden vor etwa fünf bis zwei Millionen Jahren (Neogen und Quartär) durch solche vulkanische Aktivitäten. Der Steinbruch liegt nach gängiger wissenschaftlicher Meinung in einem mit basaltoidem Magma aufgefüllten Kesselkrater (Caldera), der aus Nephelinbasanit und zwischengeschalteten Schlacken- und Tuffzonen besteht sowie einem teilweise erschlossenen Aschenkegel. Das Klöcher Massiv ist Teil des Vulkanbogens, der in Slowenien beginnt und über Kärnten weiter in Richtung der Südoststeiermark verläuft.

## Mineralogie
Der Steinbruch Klöch weist einige mineralogische Besonderheiten auf und ist für seinen Mineralreichtum bekannt. Über 100 verschiedene Minerale konnten in dieser Lokalität bisher unterschieden werden. Es finden sich hier unter anderem folgende seltene Minerale:
- Afwillit, Klöchit, Offretit und Tacharanit sind seltene bis sehr seltene Silikate, die in Österreich bisher nur im Basaltsteinbruch Klöch gefunden wurden. Für Klöchit gilt der Steinbruch zudem als Typlokalität (erster Fundort).
- Roedderit ist ein seltenes Ringsilikat und fand sich in Österreich außer im Steinbruch Klöch bisher nur noch am Stradner Kogel nahe Wilhelmsdorf und am Steinberg bei Mühldorf bei Feldbach.
- Brownmillerit und Srebrodolskit sind seltene Oxidminerale, die in Österreich bisher ebenfalls nur im Steinbruch Klöch entdeckt wurden.

Daneben fanden sich unter anderem noch die weniger seltenen Minerale Analcim, Chabasit, Gonnardit, Natrolith, Nephelin, Rozenit und Thomsonit sowie die auch als Edel- und Schmucksteine bekannten Minerale Grossular und Pyrop aus der Granatgruppe, Haüyn, Malachit, Opal und Zirkon.

## Steinbruch
Der Steinbruch befindet sich in Privatbesitz. 1934 wurde hier mit der industriellen Gewinnung von Gestein begonnen. Die Gewinnung der Rohstoffe erfolgt durch Sprengungen. Die Zerkleinerung in Brechern. Größere Steine werden auch für den Wasserbau, ein anderer Teil für Bodenverbesserung und für Schüttungen verwendet. 2008 wurde eine Erweiterung des Steinbruchs Klöch genehmigt.
Im Frühjahr 2017 wurden die Steinbrüche von Klöch, Oberhaag, Radlpass und Hafning sowie das Betonwerk Halbenrain mit dem Kieswerk Sicheldorf von der ALAS Baustoff-Holding übernommen. Diese werden nun von der neu gegründeten ALAS Klöch GmbH betrieben. Zuvor wurde der Steinbruch von der Klöcher Basaltwerke GmbH & Co KG betrieben.
Pro Jahr werden über 600.000 Tonnen Gestein abgebaut. Dieses wird in ganz Österreich und im nahen Ausland verwendet. Die Flughäfenbeläge in Wien, München und Ljubljana und sämtlicher österreichischer Flughäfen sind mit dem Klöcher Basaltsplit ausgestattet. Im Steinbruch Klöch wird auch Lavatuff für den Gartenbau hergestellt, der aufgrund der hohen Porosität und hohen Wasserspeicherfähigkeit Anwendung findet.
Der Steinbruchbetrieb ist der größte Arbeitgeber in der Gemeinde Klöch.